# Comuna Mereșeni, Hîncești
Comuna Mereșeni este o comună din raionul Hîncești, Republica Moldova. Este formată din satele Mereșeni (sat-reședință) și Sărata-Mereșeni.

## Demografie
Conform datelor recensământului din 2014, comuna are o populație de 2.454 de locuitori.
La recensământul din 2004 erau 2.785 de locuitori, dintre care 50.13% - bărbați și 49.87% - femei. Compoziția etnică a populației comunei: 82.19% - moldoveni, 15.04% - ucraineni, 2.33% - ruși, 0.07% - găgăuzi, 0.11% - bulgari, 0.25% - alte etnii. În comuna Mereșeni au fost înregistrate 976 gospodării casnice în anul 2004, iar mărimea medie a unei gospodării era de 2.9 persoane.

## Administrație și politică
Componența Consiliului local Mereșeni (11 consilieri), ales la 5 noiembrie 2023, este următoarea:
|  | Partid                                        | Consilieri | Componență | Componență | Componență | Componență | Componență |
|  | --------------------------------------------- | ---------- | ---------- | ---------- | ---------- | ---------- | ---------- |
|  | Partidul Dezvoltării și Consolidării Moldovei | 5          |            |            |            |            |            |
|  | Partidul Acțiune și Solidaritate              | 2          |            |            |            |            |            |
|  | Partidul Socialiștilor din Republica Moldova  | 2          |            |            |            |            |            |
|  | Partidul Social Democrat European             | 2          |            |            |            |            |            |